# بی‌تی‌آر-۷۰

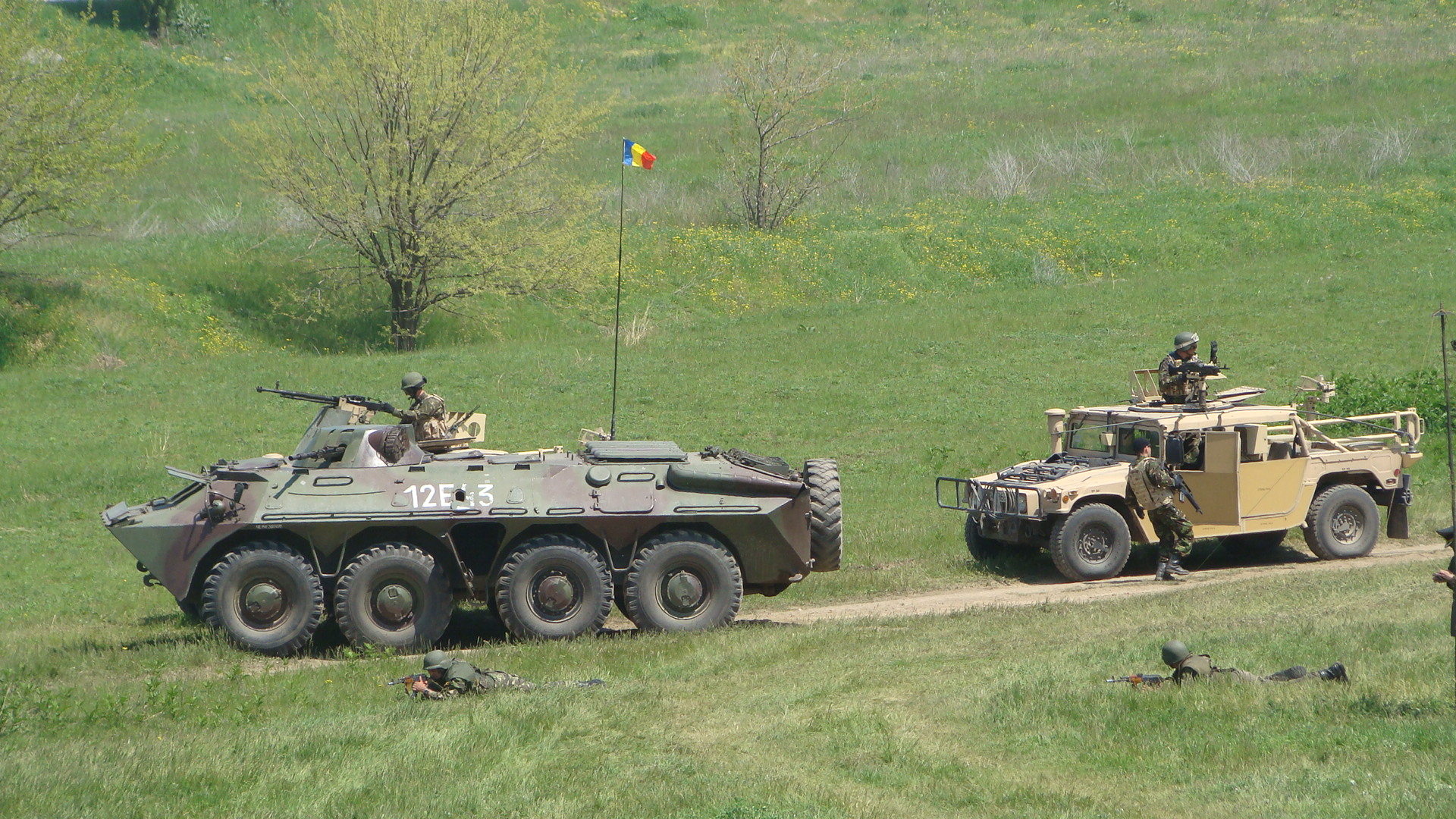
یک بی‌تی آر-۷۰ و یک هاموی ارتش رومانی

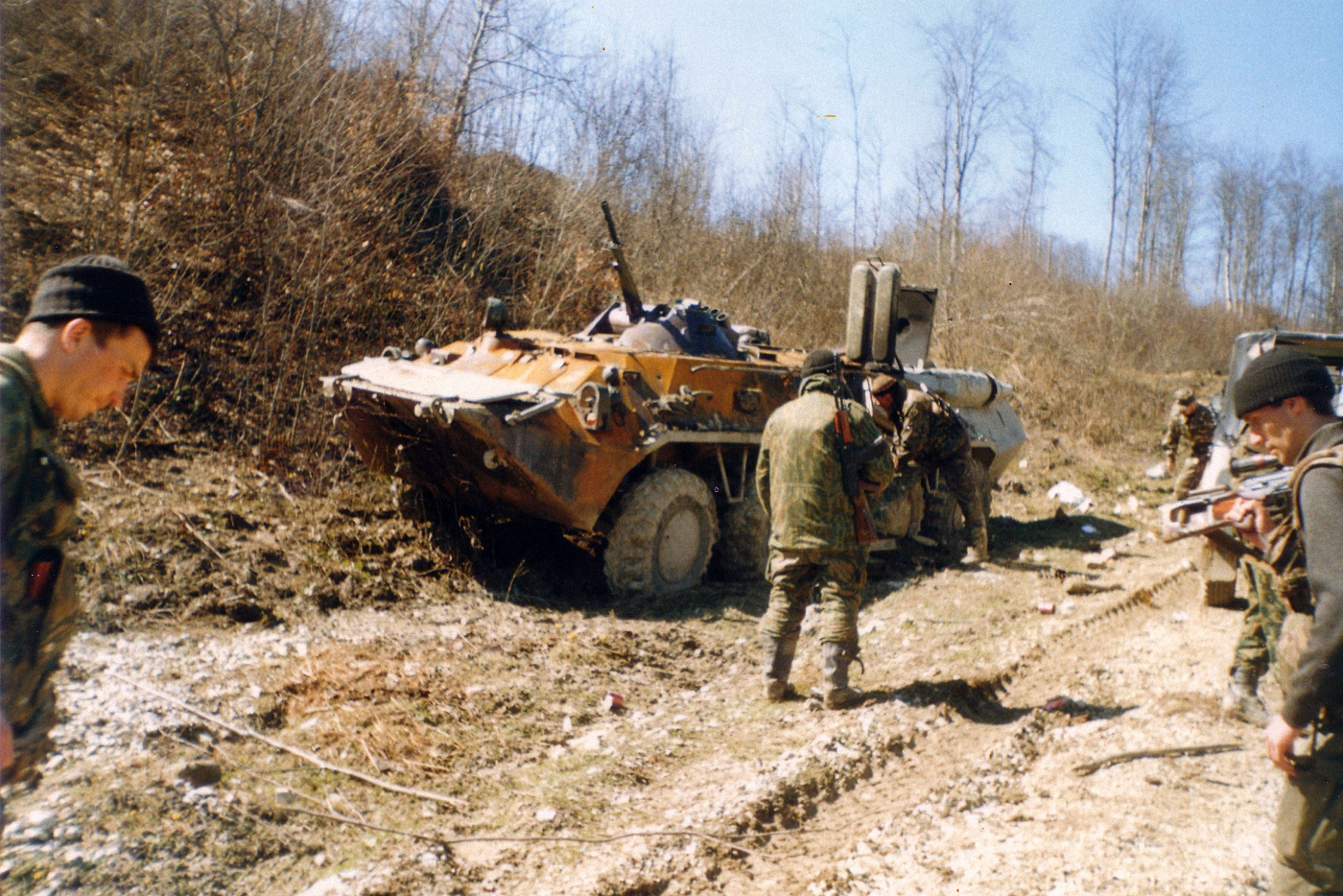
یک بی‌تی آر-۷۰ در جنگ چچن سال ۲۰۰۰

بی‌تی‌آر-۷۰ نفربر زره‌پوش آبی-خاکی ۸ چرخهٔ ساخت شوروی است که در سال ۱۹۷۲ به خدمت ارتش شوروی درآمد و به بسیاری از متحدان شوروی صادر شد. بی‌تی‌آر-۷۰ به عنوان جایگزینی برای بی‌تی‌آر-۶۰ ساخته شده و شباهت زیادی به بی‌تی‌آر-۶۰پی‌بی آخرین مدل بی‌تی‌آر-۶۰ دارد با این تفاوت که بی‌تی‌آر-۷۰ موتورهای پرقدرت‌تر، زره سنگین‌تر و تایرهای مقاوم‌تری دارد.
بی‌تی‌آر-۷۰ هم مثل بی‌تی‌آر-۶۰ از طراحی دوموتورهٔ بنزینی بهره می‌برد که در نفربرها و به طورکلی زره‌پوش‌ها اصلاً متداول نیست. هر یک از موتورهای این خودرو ۱۲۰ اسب بخار قدرت داشته و در قسمت عقب آن قرار می‌گیرند. در حالیکه کوپهٔ سربازان در قسمت وسط قرار دارد و سربازان برای ورود و خروج بایستی از دری که بین چرخ دوم و سوم قرار گرفته یا دریچه‌های روی سقف استفاده کنند. استفاده از دو موتور این امتیاز را دارد که در صورت خراب شدن یکی از آنها نفربر می‌تواند با موتور دیگر به حرکت ادامه دهد اما معایبی از جمله دشواری تعمیر و بالابودن مصرف سوخت را نیز به همراه دارد ضمن اینکه موتورهای بنزینی بسیار مستعد آتش گرفتن هستند.
ترکیب سلاح‌های بی‌تی‌آر-۷۰ شامل یک تیربار ۱۴.۵ م‌م (با ۵۰۰ فشنگ) و یک تیربار ۷.۶۲ م‌م پی‌کا (با ۲ هزار فشنگ) می‌شود که در برجک کوچک نفربر قرار گرفته‌اند. حداکثر سرعت آن در جاده ۸۰ کیلومتر و بر روی آب ۹ کیلومتر است. بی‌تی‌آر-۷۰ توانایی عبور از موانعی به ارتفاع ۶۰ سانتیمتر و خندق‌هایی به عمق ۲ متر را دارد. مهمترین معایب این خودرو را نیز می‌توان زره ضعیف، شیوهٔ نامناسب و خطرناک ورود و خروج سربازان و موتورهای بنزینی آن دانست.
بی‌تی‌آر-۷۰ در رومانی هم تحت لیسانس شوروی تولید می‌شد. رومانیایی‌ها علاوه بر تولید مدل اصلی برای بازار صادراتی مدلی را هم با نام تاب-۷۷ برای استفاده نیروهای خودشان تولید کردند که در آن موتورهای بنزینی با یک موتور دیزلی جایگزین شده بودند. چین هم لیسانس تولید داخلی تاب-۷۷ را دریافت کرد اما فقط تعداد کمی از آن تولید کرد.

## کاربران
- ارمنستان - ۲۰ دستگاه که تعدادی با موتور دیزلی و توپ ۲۳ میلی‌متری ارتقا یافته‌اند.
- جمهوری آذربایجان -۵۷ دستگاه با موتور دیزلی و برجک شمشک ارتقا یافته‌اند.
- بلاروس -۴۴۶[۲]
- جیبوتی - ۶
- گرجستان - ۴۵ دستگاه. که تعدادی از آنها با بهینه‌سازی اوکراینی بی‌تی‌آر-۷۰دی‌آی ارتقا یافته‌اند.[۳]
- بوسنی و هرزگوین - ۳
- بنگلادش - ۵۵+
- قزاقستان - ۴۵
- قرقیزستان - ۴۵
- مقدونیه شمالی - 58 SPW 70, SPW 70(S) and BTR-70D
- مولدووا - ۵
- مغولستان - بیش از ۴۰ دستگاه[۴][۵]
- پاکستان - ۱۲۰ بی‌تی‌آر-۷۰ و بی‌تی‌آر-۸۰ فعال است.[۶]
- رومانی - ۱۷۰ دستگاه از تاب-۷۷ فعال است.
- روسیه - ۹۵ دستگاه در پیاده‌نظام نیروی دریایی فعال است.[۷]
- اوکراین - 1,026[۸]
- ازبکستان - ۳۶
- تاجیکستان - 2[۹]
- ترکمنستان - ۱۷۰
- ویتنام - ۱۵۰
- هنگ کنگ

### کاربران پیشین
- شوروی
- آلمان شرقی
- آلمان ۱۳۵ فروند به نپال و ۷۵۰ دستگاه به پاکستان صادر شد.
- نپال
- پاکستان
- استونی